# Ворона (притока Коли)
Воро́на (Вороняча; рос. Ворона, Воронья) — невелика річка на Кольському півострові, протікає територією Ловозерського району Мурманської області, Росія. Відноситься до басейну річки Кола, впадає до озера Пулозеро.
Річка бере початок з південного підніжжя гори Кіцька. Протікає спочатку на захід, потім південний захід, а нижня течія спрямована на південь. Впадає до озера Пулозеро в його північній частині. Верхня течія заболочена. Береги заліснені. Приймає декілька дрібних приток.
На річці розташовано селища Пушний у середній течії і Тайбола у гирлі. В районі селищ збудовано 3 автомобільних та один залізничний мости.